# Gilad Shalit
Gilad Shalit, ook wel gespeld als Gilad Sjalit (Hebreeuws: גלעד שליט) (Nahariya, 28 augustus 1986) is een Israëlisch student en een reservekorporaal in het Israëlische leger die bekend werd doordat hij werd ontvoerd. Hij bezit zowel de Israëlische als de Franse nationaliteit.

## Ontvoering
Shalit verkreeg bekendheid doordat hij op 25 juni 2006 werd ontvoerd door Palestijnse militieleden van Hamas die vanuit Gaza een tunnel hadden gegraven naar Israël om daar een aanslag te plegen. Shalits ontvoerders eisten de vrijlating van duizend Palestijnse gevangenen die in Israëlische gevangenissen zaten.
Het is onduidelijk of de korporaal in de Gazastrook of Egypte gevangen werd gehouden. Gedurende zijn ontvoering zijn één geluidsopname en drie brieven van Shalit naar buiten gekomen. Hamas heeft ook gedreigd de soldaat te vermoorden.
Na de gevangenname viel Israël vanaf 28 juni de Gazastrook binnen (Operatie Zomerregens). Met gevechtsvliegtuigen werden meerdere bruggen gebombardeerd, en een of meer elektriciteitscentrales verwoest. Met helikopters werd onder andere het kantoor van de premier van de Hamas-regering van de Palestijnse Autoriteit Haniya in puin geschoten.

De president van de Palestijnse Autoriteit Abbas en premier Haniya gaven in een verklaring aan niet te begrijpen waarom Israël deze aanvallen uitvoerde.
Op 2 juli 2006 gaf de Israëlische premier Olmert het leger de vrije hand om Shalit vrij te krijgen.
Drie jaar later ontving de Israëlische regering op 2 oktober 2009 een video-opname van Shalit, waarin hij een verklaring voorlas en een Palestijnse krant, gedateerd 14 september, omhoog hield. Door tussenkomst van Duitse bemiddelaars werden 19 in Israël gevangen gehouden vrouwen uitgeruild voor dit levensteken.
Op 11 oktober 2011 maakte de Israëlische premier Benjamin Netanyahu bekend dat zijn regering en Hamas een overeenkomst hadden getekend voor de vrijlating van Shalit in ruil voor duizend Palestijnen die in Israël gevangen werden gehouden. Een lijst van 1027 gevangenen die zouden worden vrijgelaten werd op 16 oktober vrijgegeven.
Op 18 oktober werd Shalit vrijgelaten, in ruil voor 1027 Palestijnse gevangenen.